# Mother (canción de Charlie Puth)
«Mother» es una canción del cantante estadounidense Charlie Puth. Fue publicada como sencillo el 12 de septiembre de 2019.

## Información
Puth reveló el título y fecha de publicación de la canción el 4 de septiembre de 2019. "Mother" fue escrita y producida por Puth, Andrew Watt, Louis Bell y Ryan Tedder.
Según Puth, la canción es sobre una relación que en secreto "se está desmoronando desde dentro". Él contó que le gusta disfrazar historias y letras tristes con música alegre".
La canción y su vídeo fueron publicados el 12 de septiembre de 2019.

## Posicionamiento en listas
| Listas (2019)                     | Mejor posición |
| --------------------------------- | -------------- |
| Nueva Zelanda HotSingles (RMNZ)   | 26             |
| EEUU Adult Top40 (Billboard)      | 32             |
| EEUU Mainstream Top40 (Billboard) | 38             |

## Historial de lanzamiento
| País           | Fecha                    | Formato                           | Discográfica             | Ref.   |
| -------------- | ------------------------ | --------------------------------- | ------------------------ | ------ |
| Varios         | 12 de septiembre de 2019 | Descarga digital, streaming       | Artist Partner, Atlantic | [ 1 ]  |
| Estados Unidos | 7 de octubre de 2019     | Hot Modern AC                     | Atlantic                 | [ 9 ]  |
| Estados Unidos | 8 de octubre de 2019     | Sencillo contemporáneo para radio | Atlantic                 | [ 10 ] |